# Hapoel Akko
Der Hapoel Akko FC (hebräisch הפועל עכו Hapoel Akko, im außerdeutschen Raum vornehmlich als Hapoel Acre FC bekannt) ist ein israelischer Fußballverein in der Hafenstadt Akko im Norden des Landes.

## Geschichte
Der 1946 gegründete Klub spielte lange in unterklassigen Ligen, bis ihm in den 1970er Jahren der Aufstieg in die höchste israelische Spielklasse gelang, der Hapoel zwei Jahre lang angehörte. Nach dem Abstieg 1978 führte der Verein erneut ein Schattendasein, bis 2009 nach rund 30 Jahren Abstinenz mit einem zweiten Platz in der Liga Leumit die Rückkehr in die Erstklassigkeit gelang.